# آندرس فرناندز (بازیکن فوتبال، زاده اوت ۱۹۸۶)
آندرس فرناندز (انگلیسی: Andrés Fernández؛ زادهٔ ۲۱ اوت ۱۹۸۶) بازیکن فوتبال اهل اروگوئه است.
از باشگاه‌هایی که در آن بازی کرده‌است می‌توان به باشگاه فوتبال دانوبیو و باشگاه فوتبال هبی چین فورچون اشاره کرد.